# Manifestations géorgiennes de 2011
Les manifestations géorgiennes de 2011 étaient une série de manifestations anti-gouvernementales en Géorgie contre le président Mikheil Saakachvili.

## Événements
Les manifestations commencent le 21 mai 2011 lorsque plus de 10 000 Géorgiens participent à une manifestation à Tbilissi pour demander la démission du président géorgien Mikheil Saakachvili. Dans la ville sud-ouest de Batoumi, des manifestations ont également lieu, certains manifestants tentant de pénétrer par effraction dans le bâtiment de la télévision. Nino Bourdjanadze, ancienne présidente du Parlement et chef du parti Mouvement démocratique-Géorgie unie, est une figure de proue des manifestations. Les manifestants et la police s'affrontent brièvement à Batoumi.
Le 26 mai vers 00h15, la police géorgienne commence à réprimer les manifestations avec des gaz lacrymogènes et des balles en caoutchouc, les manifestations prennent rapidement fin. Le 28 mai, une manifestation distincte a  lieu avec des milliers de participants, pour protester contre la violence à la fois des manifestants et de la police.

## Arrestations
Début juin, les autorités géorgiennes arrêtent et accusent Badri Bitsadze (en), époux de l'ancienne présidente du parlement Nino Bourdjanadze, d'avoir tenté d'orchestrer la prise de contrôle du gouvernement en utilisant des groupes paramilitaires lors des violentes manifestations antigouvernementales. Il y a également 105 autres arrestations de manifestants.

## Réactions
Mikheil Saakashvilli déclare qu'il pense que les manifestants sont soutenus par la Russie et ont provoqué la violence. De même, John R. Bass (en), l'ambassadeur américain en Géorgie, déclare "qu'il y avait clairement un certain nombre de personnes incluses dans cette manifestation qui n'étaient pas intéressées par le fait de manifester pacifiquement, mais cherchaient à déclencher une confrontation violente". Le ministère géorgien de l'Intérieur publie des enregistrements vidéo qui, selon lui, montrent des membres de l'opposition discutant de la manière de déclencher des affrontements avec la police. The Economist, quant à lui, évoque une tentative de Burjanadze de "reprendre le chemin du pouvoir".
Irakli Alassania (un chef de l'opposition qui s'est dissocié des manifestations dès le début) estime que les manifestations étaient vouées à l'échec :

« L'époque où les politiciens peuvent simplement appeler les gens dans la rue est révolue. La Géorgie construit une nouvelle culture politique. Les gens veulent déterminer l’avenir de la Géorgie par le biais d’élections. »